# إدوارد جيمس (سياسي)
إدوارد جيمس (بالإنجليزية: Edward James)‏ هو محامي وسياسي أمريكي، ولد في 1 يونيو 1981 بباتون روج في الولايات المتحدة. حزبياً، نشط في الحزب الديمقراطي. وقد انتخب عضو مجلس نواب لويزيانا.